# Извержение вулкана Таравера (1886)
Извержение вулкана Таравера произошло ночью 10 июня 1886 года на Северном острове Новой Зеландии. Это извержение, ставшее самым смертоносным с момента прибытия в этот регион европейцев, является последним извержением вулкана Таравера. В результате него погибло до 150 человек, в основном маори, а также были разрушены ближайшие населённые пункты.
Извержение произошло ночью 10 июня 1886 года, ему предшествовала серия усиливающихся подземных толчков. Около 2:00 ночи через разлом между вулканическим куполом Руавахиа и Тараверой начался выброс расплавленной породы, к 2:30 ночи началось извержение кратеров вдоль трёх куполообразных вершин Тараверы. Облака пепла поднялись на высоту до 10 километров.
В результате извержения были разрушены и погребены под слоем пепла поселения Те Тапахоро, Те Арики, Моура и другие. По официальным данным погибло 150 человек, хотя в настоящее время считается, что число погибших составляет 120 человек.